# Šalinci
Šalinci so naselje v Občini Ljutomer.